# The Inspector Cluzo
The Inspector Cluzo est un groupe français de rock, originaire de Mont-de-Marsan, dans les Landes. Formé en 2008, le groupe est composé de Malcolm à la guitare et au chant (Laurent Lacrouts) et de Phil à la batterie (Mathieu Jourdain), tous deux anciens membres des Wolfunkind, et originaires de Mont-de-Marsan. Le nom du groupe aurait été trouvé par leur ami Angelo Moore, chanteur du groupe Fishbone, en référence au célèbre « Inspecteur Clouseau » qui apparaît pour la première fois dans le film La Panthère rose.

## Histoire
Après un premier EP début 2008, ils sortent fin 2008, leur premier album intitulé The Inspector Cluzo, qui contient notamment les titres Two Days et FxxK the Bass Player. L'album est chroniqué par la presse française et internationale, notamment au Japon, où ils participent aussitôt au Fuji Rock Festival.
En avril 2010 paraît leur deuxième album, The French Bastards. En février 2012, leur troisième album The 2 Mousquetaires présente l'originalité d'être un « BD-album » : le CD est inclus à l'intérieur de la bande dessinée qui fait office de pochette. En trois ans, le duo vend 50 000 exemplaires de ses deux premiers albums en restant fidèle à sa philosophie du do it yourself. En effet, basés chez eux en Gascogne, à Eyres-Moncube, ils défendent leur indépendance en faisant tout par eux-mêmes (label, booking, management, enregistrement et édition grâce à leurs structures Ter a Terre et FuckTheBassPlayer Records). Installés en 2013 dans une ferme landaise où ils pratiquent l'autosuffisance, ils développent parallèlement une activité d'éleveurs d'oies de manière traditionnelle.  En 2018, sort leur 7e album We the People of the Soil qui, enregistré à Nashville par Vance Powell, marque les 10 ans du duo. 
Début 2020, le groupe publie le best-of unplugged Brothers In ideals, enregistré en pleine tournée américaine (toujours par Vance Powell) et durant laquelle ils assurent les premières parties de Clutch et Eels. Sort à l'automne de la même année sa déclinaison live The Organic Farmers Season. En janvier 2023, le groupe sort son 8e album, Horizon, toujours produit et mixé par Vance Powell,, suivi par une tournée en promotion à l'album.

## Style musical
Les Inrockuptibles qualifient l'album The French Bastards de fusion (entre funk rock et heavy metal), rappelant au passage l'absence de bassiste, une spécificité du groupe. Le duo chante en anglais.

## Scène

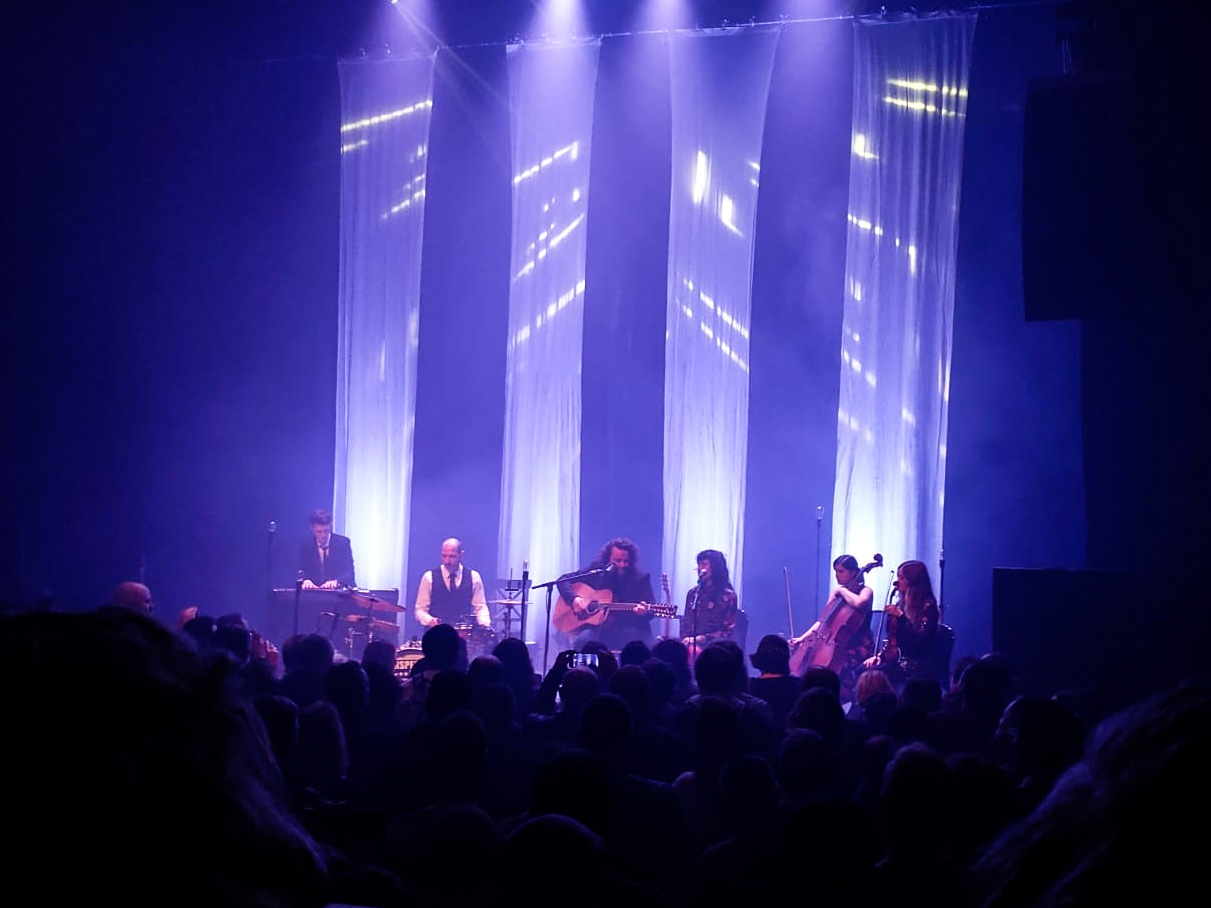
The Inspector Cluzo en concert.

The Inspector Cluzo a la réputation d'être un groupe de scène particulièrement énergique. Le duo revendique notamment de jouer sans bandes pré-enregistrées, ni électroniques.
Entre 2008 et 2019, ils donnent 1 000 concerts dans le monde, traversant 60 pays différents. Ils sont invités à se produire dans de nombreux festivals : Fuji Rock Festival (Japon), Pentaport (Corée du Sud), Strawberry (Chine), Springscream (Taïwan), BluesFest, Falls Fest et SouthBound (Australie), Rock For People (Tchéquie), Sziget Festival (Hongrie), Azkena Rock et BBK live (Espagne), South by Southwest (États-Unis), Lowlands (Pays-Bas), Hurricane/Southside (Allemagne), Rockwave (Grèce), Dour (Belgique) ou encore en France aux Eurockéennes de Belfort, Le Rock dans tous ses états (Évreux), Francofolies (La Rochelle), Les Vieilles Charrues (Carhaix), Solidays et Download Festival (Paris), Oppikoppi (Afrique du Sud), Trans Musicales, Rock'n Solex (Rennes) et Festival Terres du Son en 2019. Le 13 juillet 2022, le groupe donne un concert unique dans les arènes du Plumaçon de Mont-de-Marsan, ville dont ils sont originaires.